# Osservatorio Geofisico di Modena
L'Osservatorio Geofisico di Modena è situato nella Torre di Levante del Palazzo Ducale di Modena, in Piazza Roma 22. L'Osservatorio afferisce all'Università degli Studi di Modena e Reggio Emilia ed è ancora oggi è un centro di ricerca attiva su meteorologia, climatologia e cambiamenti climatici ma anche un luogo di notevole pregio dal punto di vista architettonico che custodisce un grande patrimonio storico-scientifico di strumentazioni, documenti e osservazioni svolte a partire dalla sua istituzione nel 1826.
L'Osservatorio è stato riconosciuto nel 2020 come “Stazione di Osservazione Centenaria” dall'Organizzazione Meteorologica Mondiale (WMO). 

## Storia

### L'Osservatorio Astronomico
Nel corso dei primi anni del XIX secolo, il Duca di Modena Francesco IV d'Este e, in particolare, suo fratello, l'Arciduca Massimiliano, dimostrano un profondo interesse nell'istituire un Osservatorio per condurre osservazioni astronomiche e meteorologiche nella città di Modena. Questa iniziativa riceve il sostegno di due eminenti scienziati dell’epoca: Giuseppe Bianchi (Modena, 13/10/1791 - 25/12/1866), un Ingegnere Architetto che orienta i suoi studi e interessi verso l'astronomia, e Giovanni Battista Amici (Modena, 25/03/1786 - 10/04/1863), un celebre matematico, fisico, ottico e botanico di Modena, oltre che costruttore di strumenti ottici finalizzati all’osservazione della natura, come la camera lucida, e degli astri, come il telescopio riflettore.
Il Duca decide quindi di realizzare presso il Palazzo Ducale (la propria residenza) il Regio Osservatorio Astronomico dandolo in uso alla Regia Università di Modena e affidando la direzione proprio al Prof. Giuseppe Bianchi. Il luogo prescelto per ospitare l'Osservatorio è la torre di levante del Palazzo che viene sottoposta ad una serie di lavori anche strutturali per renderla idonea alla nuova destinazione d'uso. Nel 1827 le osservazioni dell’Osservatorio astronomico di Modena hanno quindi inizio.
Fin dalla nascita dell’Osservatorio fu prestata particolare attenzione anche alle osservazioni meteorologiche eseguite in maniera continuativa, sempre nello stesso luogo, senza spostamenti apprezzabili degli strumenti. Tali osservazioni proseguono a tutt’oggi negli stessi locali dando luogo a una delle serie storiche più lunghe d’Italia.

### I primi anni
Il Professor Bianchi, primo Direttore dell’Osservatorio Astronomico di Modena, affianca giornalmente le osservazioni astronomiche a quelle meteorologiche annotando ogni misura su una serie di volumi tuttora conservati in Osservatorio. A fianco delle Osservazioni si possono trovare anche altre note, di carattere umanistico come poesie e versi e di carattere storico. Ad esempio, nel periodo dei moti rivoluzionari, la storia dell’Osservatorio si intreccia alla storia di Modena nella notte tra il 3 e il 4 febbraio 1831, quando il Bianchi annota tra le Osservazioni che “per la scellerata congiura che scoppiò in Modena” è costretto ad abbandonare le osservazioni e a imbracciare le armi “della più giusta e sacra difesa” per combattere contro Ciro Menotti e i rivoltosi.

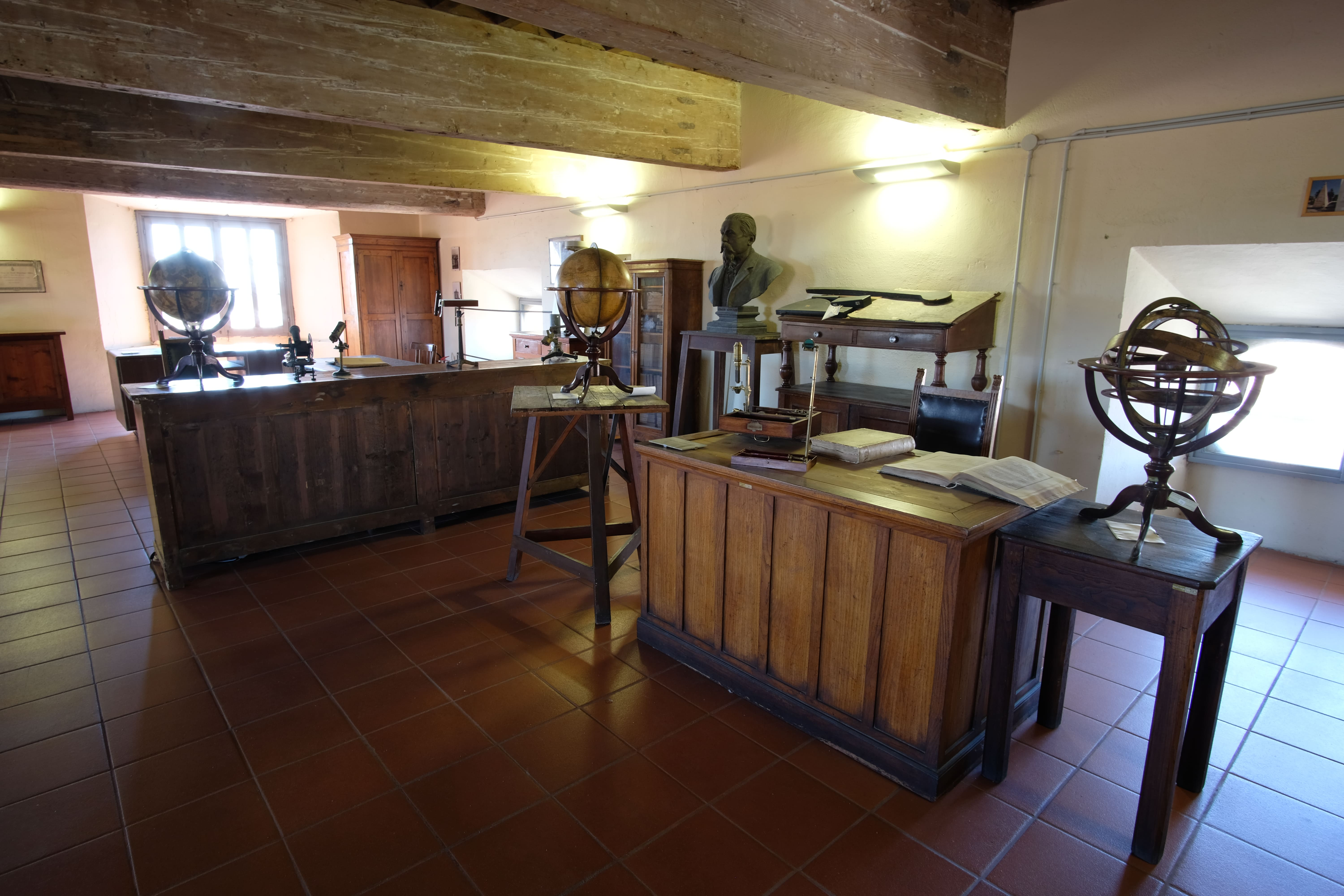
La sala dell'Osservatorio Geofisico che contiene gli strumenti storici

Durante la direzione Bianchi (1827-1859) l'Osservatorio si dota di numerosi strumenti che tuttora vi sono conservati. Lo scienziato Giovanni Battista Amici realizza due grandi telescopi riflettori per l'osservazione degli astri e uno strumento dei passaggi per misurare gli angoli di inclinazione degli stessi, Vengono, inoltre, acquistati strumenti notevoli per l'epoca a scopo astronomico, come il cannocchiale rifrattore di Fraunhofer e Utzschneider,  il cerchio meridiano di Reichenbach ed Ertel, ma anche per l'introduzione del sistema metrico decimale a Modena come la macchina a dividere e il comparatore di Perreaux.
Nel settembre del 1859, dopo l’abbandono di Modena da parte del Duca, il Prof. Bianchi viene licenziato con una nota fredda e concisa al margine delle osservazioni.
Al Prof. Bianchi succede l’Ing. Pietro Tacchini che resta a Modena però solo pochi anni, fino al 1863, per poi andare a dirigere l’Osservatorio di Palermo e successivamente il Collegio Romano. Successivamente, l'Osservatorio passa sotto la guida di Domenico Ragona, un rinomato scienziato che aveva precedentemente diretto l'Osservatorio di Palermo. Durante questo periodo, si mette un'enfasi particolare sulle osservazioni meteorologiche, con la nascita di reti di osservazioni nazionali. L'Osservatorio Astronomico diventa così Osservatorio Meteorologico, e guadagna fama a livello internazionale grazie all'opera e alle invenzioni del Prof. Ragona quali l'evaporigrafo, il pluviometro e la finestra meteorologica.
Nel 1892 il Prof. Ciro Chistoni succede al Prof. Ragona nella direzione dell’Osservatorio che cambia nuovamente nome diventando “Geofisico”. Oltre ai parametri meteorologici, viene infatti posta attenzione a nuovi studi su radiazione solare e magnetismo. 

### Dal 1900 ai giorni nostri
Dal 1906 il Prof. Carlo Bonacini subentra alla guida dell’Osservatorio. Gli strumenti astronomici non possono più essere utilizzati per i loro scopi iniziali e pertanto vengono organizzati in un percorso museale presso le sale dell’osservatorio stesso. Tuttavia, vengono eseguite due ultime osservazioni astronomiche nel 1907 e nel 1910 per osservare rispettivamente il transito di Mercurio davanti al sole e la coda della cometa di Halley.
Dal 1936 al 1965 il Prof. Luigi Barbanti Silva guida l’Osservatorio nel delicato periodo della seconda guerra mondiale. Le Osservazioni vengono momentaneamente trasferite presso il Palazzo del Rettorato dell’Università, così come numerosi strumenti e libri storici. Alla fine delle ostilità la strumentazione viene ricollocata presso la Torre di Palazzo Ducale.
Nel 1965 nasce l’Istituto Osservatorio Geofisico sotto la direzione del Prof. Carlo Depietri e successivamente dei Professori Loria, Saltini e Magnoni, tutti rimasti per brevi periodi. Le misure meteorologiche e geofisiche hanno sempre un ruolo di primo piano anche per la nascita delle prime sensibilità a livello ambientale.

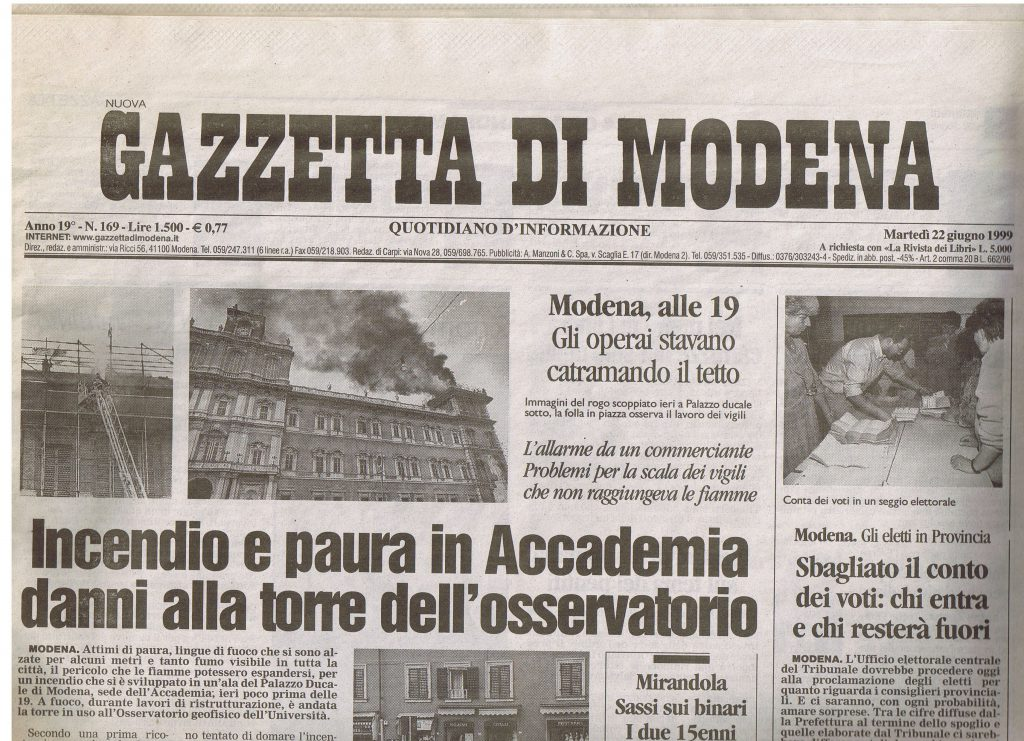
Prima pagina della Gazzetta di Modena del 22-06-1999 che riporta la notizia dell'incendio in Osservatorio

Dal 1984 al 2002, il Prof. Santangelo guida l’Osservatorio prima come direttore, poi come responsabile scientifico a seguito della disattivazione dell’Istituto “Osservatorio Geofisico”. Le linee di ricerca vengono ampliate: accanto alla tradizionale analisi delle serie storiche dei diversi parametri meteo, si affiancano le nuove analisi rese possibili dai satelliti artificiali. Oltre al sito storico del torrione di levante vengono incluse nella rete dell'Osservatorio nuove stazioni di misure meteo. 
Nel 2012 l'Osservatorio Geofisico entra a far parte del nascente Dipartimento di ingegneria Enzo Ferrari dell'università di Modena e Reggio Emilia. Il responsabile scientifico è il Prof. Sergio Teggi e le attività dell'Osservatorio vengono incluse all'interno del Laboratorio LARMA, per il rilievo e il monitoraggio ambientale. 
La struttura dell'Osservatorio ha diverse vicissitudini strutturali causate dal susseguirsi di una serie di eventi quali i terremoti del 1987 e del 1997 nelle province di Modena e Reggio Emilia, l'incendio del 1999 e in ultimo il terremoto che ha colpito i territori modenesi nel 2012. Grazie ai fondi per il terremoto destinati ai beni culturali e le risorse messe a disposizione direttamente dall'Università di Modena e Reggio Emilia, parte nel 2017 un cantiere per il ripristino della struttura. Il 17 aprile 2019 l'Osservatorio viene nuovamente inaugurato dopo la grande ristrutturazione che ha reso la struttura nuovamente agibile.

## Attività
L'Osservatorio Geofisico è un centro di ricerca attiva su meteorologia e climatologia locale, ma anche sede di un museo che custodisce strumenti e documenti storici di notevole pregio. 
L'attività di ricerca dell'Osservatorio Geofisico riguarda la continuazione delle misure meteorologiche e della loro analisi, validazione e omogeneizzazione, dello studio del clima locale e degli effetti del cambiamento climatico a Modena. La climatologia locale è fortemente basata sulle serie storiche di osservazioni meteorologiche, in particolare sulla serie di misure di temperatura ininterrotta da quasi 200 anni nella balconata storica e della precipitazione. Inoltre, gli archivi dei dati meteorologici vengono utilizzati come input per modelli di qualità dell’aria, per studi epidemiologici, e molto altro. Con il Team del laboratorio LARMA, gli ambiti di ricerca si sono ampliati negli anni includendo anche l'utilizzo di immagini e dati satellitari sia per il monitoraggio ambientale sia per re-analisi di dati meteorologici.
L'attività museale fa riferimento al Polo Museale dell’Università di Modena e Reggio Emilia e consiste in iniziative ad hoc in occasione di manifestazioni a carattere internazionale, come la Notte Europea della Ricerca, nazionale, come il Festival sullo Sviluppo Sostenibile promosso da ASVIS, o locale, come seminari e aperture periodiche al pubblico.  

## Strumentazione

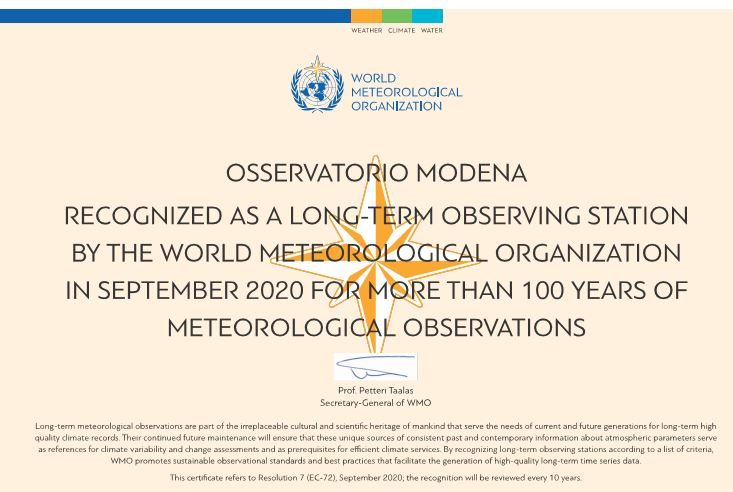
La targa conferita dal WMO all'Osservatorio Geofisico

L'Osservatorio Geofisico dispone di due stazioni di misura professionali per parametri meteorologici. In particolare la prima stazione automatica professionale (AWS) è operativa dal 1989. Una seconda AWS di backup è operativa invece dal 2005. I dati meteorologici misurati oggi sono: temperatura (°C), umidità relativa (%), pressione atmosferica (hPa), precipitazioni (mm), neve fresca (cm), radiazione solare globale (W/m2), radiazione UV, durata del sole (ore), velocità del vento (m/s) e direzione del vento (°), nuvolosità, visibilità. Sono disponibili tre webcam, con registrazione delle immagini, per lo studio delle nuvole e della visibilità.
Tutti i dati storici e i metadati sono stati digitalizzati e archiviati a partire dagli anni ’70. Il database è stato aggiornato via via negli anni con l'avanzare del progresso tecnologico, la prima versione era su schede perforate mentre oggi è basato su software e database Open Source raccogliendo tutti i dati delle serie meteorologiche storiche e le misurazioni in tempo reale. I dati raccolti vengono supervisionati, controllati e validati quotidianamente dal personale dell'Osservatorio. AWS, datalogger e tutti gli strumenti per la stazione principale e la stazione di backup sono regolarmente manutenuti e calibrati.
Oltre alla stazione dell’Osservatorio di Piazza Roma l’Osservatorio Geofisico utilizza altre stazioni meteorologiche destinate principalmente a scopi didattici e di ricerca e mantenute in attività per periodi più limitati, legati a progetti o esigenze specifiche. In particolare la stazione del Torrione dell’Osservatorio è rappresentativa per il microclima del centro città e la meteorologia urbana, nonché importante per la continuità della serie storica, mentre altre zone della città risentono di microclimi diversi.
Le stazioni nella rete "Osservatorio Geofisico" sono riassunte nella tabella sottostante:
| Stazione                                                                             | Ubicazione                              | Città                           | Latitudine | Longitudine |
| ------------------------------------------------------------------------------------ | --------------------------------------- | ------------------------------- | ---------- | ----------- |
| Osservatorio Geofisico                                                               | Torre di Levante, Palazzo Ducale        | Modena (IT)                     | 44.6469    | 10.9289     |
| Campus DIEF                                                                          | Dipartimento di Ingegneria Enzo Ferrari | Modena (IT)                     | 44.6283    | 10.9505     |
| Reggio Emilia, Buccola                                                               | Campus San Lazzaro                      | Reggio Emilia (IT)              | 44.687     | 10.668      |
| Stazione EELab -Energy Efficiency Lab - DIEF (collaborazione su progetti di ricerca) | Via Caruso                              | Modena (IT)                     | 44.670     | 10.983      |
| Costa Rica                                                                           | Riserva Karen Mogensen                  | Penisola di Nicoya (Costa Rica) | 9.87       | -85.06      |
| Spilamberto (convenzione per la gestione dati)                                       | Torrione medioevale                     | Spilamberto (IT)                | 44.5333    | 11.023      |

## Direttori
Dal 1826 si sono succeduti diversi Direttori all'Osservatorio di Modena:
- Giuseppe Bianchi (1826-1859)
- Pietro Tacchini (1859-1863)
- Domenico Ragona (1863-1892)
- Ciro Chistoni (1892-1906)
- Carlo Bonacini (1906-1936)
- Luigi Barbanti Silva (1936-1965)
- Carlo Depietri (1965-1968)
- Arturo Loria (1968-1978)
- Gianfranco Saltini (1978-1980)
- Gaetano Magnoni(1980-1984)
- Renato Santangelo (1984-1995)

Dal 1995 l'Osservatorio Geofisico è stato disattivato in quanto Istituto e da quel momento in poi non esiste più, formalmente, la figura del 'Direttore dell'Osservatorio' la cui responsabilità e gestione compete al Direttore del Dipartimento di afferenza. Si affianca quindi al nome del Direttore del Dipartimento anche quello del Responsabile scientifico dell'Osservatorio:
- Giovanni Sebastiano Barozzi (1995-1997) - Responsabile scientifico: Renato Santangelo
- Gianni Immovilli (1997-2001) - Responsabile scientifico: Renato Santangelo
- Anna Corradi (2001-2009) - Responsabile scientifico: Renato Santangelo (fino al 2002)
- Francesco Pilati (2009-2012)
- Alessandro Capra (2012-2018) - Responsabile scientifico: Sergio Teggi
- Massimo Borghi (2018-2024) - Responsabile scientifico: Sergio Teggi
- Francesco Leali (2024-oggi) - Responsabile scientifico: Sergio Teggi

## Tecnici
Di seguito sono elencati tutti i meccanici, macchinisti e tecnici addetti all'Osservatorio di Modena:
- Giuseppe Sgarbi (1827-1845)
- Francesco Sgarbi (1838-1863)
- Braglia (1863-1873)
- Vito Vellani (1873-1916)
- Giuseppe Sola (1916-1960)
- Anna Sola Popoli (1960-1984)
- Paolo Frontero (1982-2000)
- Salvatore Quattrocchi (2005-2009)
- Luca Lombroso (1987-oggi)
- Francesca Despini (2020-oggi)
- Sofia Costanzini (2022-oggi)